# 朱議瀝
瑞昌王朱議瀝（？—1646年11月17日（隆武二年十月十二）），明朝宗室、南明軍事人物。

## 生平
朱議瀝是瑞昌王朱議氻的弟弟，弘光帝繼位後從高牆釋放。弘光元年（1645年）六月，他在西湖遇上盧象觀，互相痛哭並決定起兵；閨六月時二人糾集溧陽、宜興、金壇義師在建平起兵，未能攻。朱議瀝和朱君兆計劃收復南京，但事情洩露被迫匿在水竇中逃離；同年（隆武元年）十一月，二人無法攻入神策門。次年（1646年）正月十二日夜晚，南京城內民人與城外謀起兵失敗，死者三十人；十八日夜晚，朱議瀝聯合朱議𣺺二萬人，三路攻神策門再次失利，他經由蕭縣和吳任之在碭山起兵，卻不能攻下蕭縣，出家為僧，命酆報國等人於淮安起兵不成功。
後來他和吳任之到宜興，李闇宇等人起兵戰死。九月六日時，二人商議收復六合、儀真，聯合應天、常州、鎮江、太平、廣德州義師攻南京，常爾韜戰敗，他也未攻下溧陽。適逢方明屯駐廣德，迎接朱議瀝入部隊，接連奪回孝豐、臨安、寧國，聲勢復甦，他在孝豐開府治理事務；同時上奏紹興告捷，掛平虜將軍印，隆武帝和監國魯王都命他襲封瑞昌王。不久方明敗走，他依附喜正，清兵來到，吳任之挺身而出，他則轉居潘文煥家中，被巡邏者擒拿到南京，同年十月十二日遇害。

## 家庭
- 兒子朱中？

## 引用
1. 1 2  錢海岳《南明史·卷二十七·列傳第三》：瑞昌王議瀝，議氻弟。安宗立，自高牆釋出。弘光元年六月，盧象觀遇之西湖，相與痛哭起兵。閨六月，糾集義師溧陽、宜興、金壇。同時建平兵起，攻城不下。議瀝、朱君兆謀復南京，事洩，匿水竇中逸出。隆武元年十一月，再攻南京神策門不利。二年正月十二日夜，城內民與城外謀起兵，事洩，死者三十人。十八日夜，再合議𣺺二萬人，三路攻神策門失利。間至蕭縣，與吳任之起兵碭山，攻蕭縣不利，為僧，命酆報國等起兵淮安不克。
2. ↑  錢海岳《南明史·卷二十七·列傳第三》：已與任之至宜興，李闇宇等起兵死。九月六日，議復六合、儀真，合京、嘗、鎮、太、廣義師攻南京，常爾韜敗績，議瀝攻溧陽不克。會方明屯廣德，迎議瀝入其軍，連復孝豐、臨安、寧國，軍聲復振，乃於孝豐開府治事。奏捷紹興，命挂平虜將軍印，福京命襲瑞昌王，魯王封如之。無何，明敗走，依喜正。清兵跡至，任之挺身出代，議瀝遷鎮江潘文煥家，邏者執致南京。十月十二日，遇害薨。